# Харків Палац (готель)
«Харків Палац» (англ. Kharkiv Palace Hotel, рос. Харьков Палас Отель) — харківський п'ятизірковий готель, що розташований між проспектом Незалежності та майданом Свободи. 
Готель має  11 поверхів та 171 номер, серед них президентські апартаменти та номери Представницького поверху. На першому поверсі готелю розміщуються пасаж бутиків, VIP-клуб, на другому поверсі — ресторан тихоокеанської кухні Pacific Spoon та зали для бенкетів та конференцій загальною площею близько 1500 м², у тому числі Бальний зал на 500 осіб. На 11 поверсі розташований клубний ресторан Sky Lounge. Також у готелі наявний SPA-центр з басейном, тренажерним залом та салоном краси та підземний двоярусний паркінг.

## Історія
Готель було побудовано 2012 року за проєктом архітектурного бюро "С. Бабушкін. Бабушкін". Вартість проекту склала 126 млн доларів. Власником є Олександр Ярославський ("Development Construction Holding").
Будівля зведена з використанням стильової мови та декоративних елементів, які притаманні архітектурі Харкова кінця XIX століття - у стилі конструктивізму. Будівництво велося півтора року (з 2010 по 2012 рік). Зведення монолітного залізобетонного каркаса і внутрішні оздоблювальні роботи сходів з боку проспекту здійснювала будівельна компанія "Форт-Пост".
Під час проведення Євро-2012 в готелі розташовувалася штаб-квартира УЄФА.
У березні 2021 року готель отримав дозвіл від української Комісії з регулювання азартних ігор на відкриття першого в Харкові легального казино, його запланована площа склала 1300 м².
У 2015 році готель був офіційним партнером міжнародного форуму "Агропорт".
У 2016 році готель посів четверте місце серед 64 українських готельних комплексів преміум і бізнес-класу в рейтингу за версією американського журналу "U.S. News & World Report".
30 грудня 2023 року готель було пошкоджено російською ракетною атакою.

Талісмани Євро-2012 на фоні готелю.
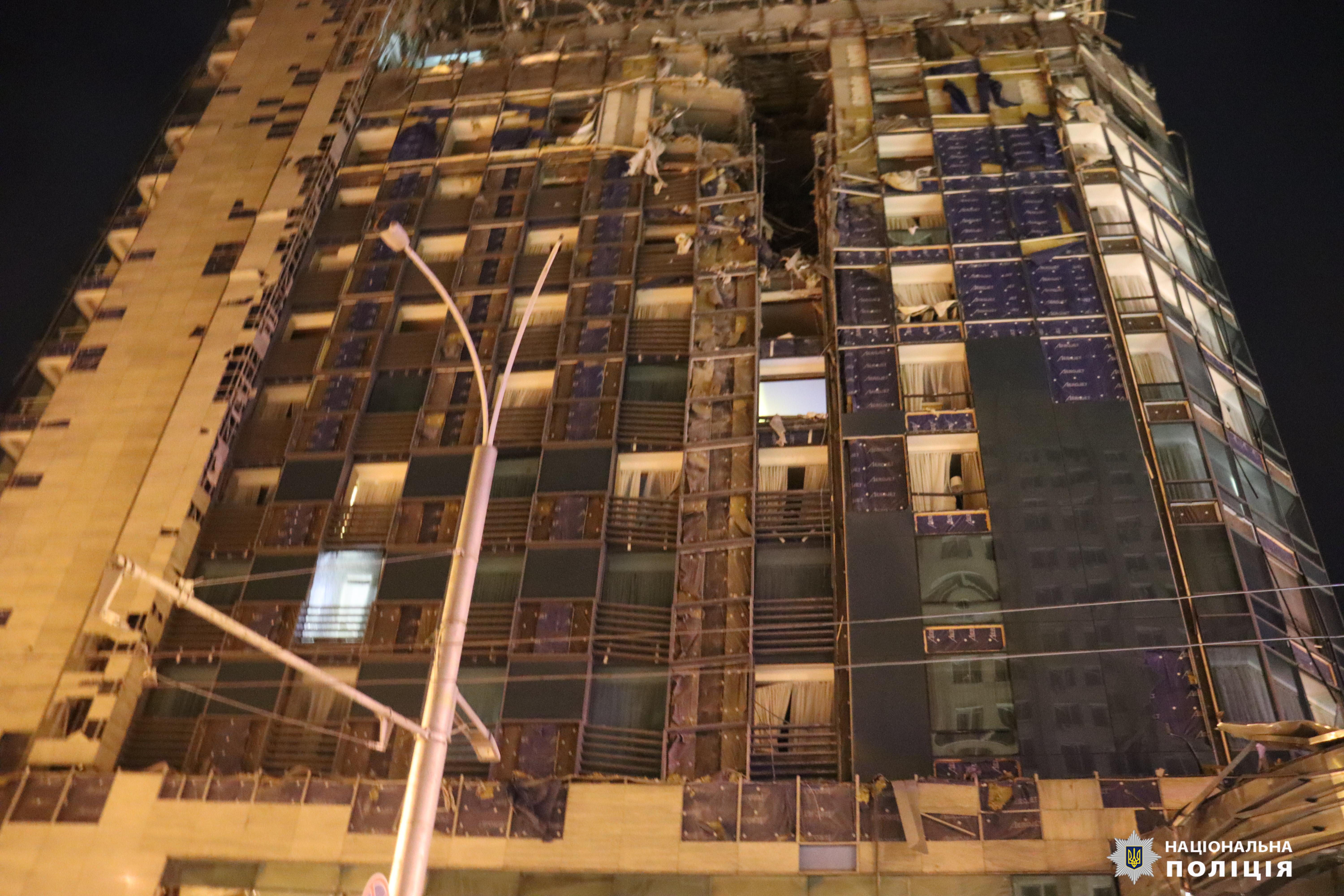
Після ракетного удару